# Bundesstraße 286
Pour les articles homonymes, voir Route 286.
La Bundesstraße 286 est une Bundesstraße du Land de Bavière.

## Géographie
La B 286 relie la Bundesautobahn 7 à Bad Brückenau avec la Bundesstraße 8 (à Markt Bibart).
Après Bad Brückenau, elle traverse les Schwarze Berge (Rhön) et atteint Bad Kissingen, où elle rencontre la B 287, qui partage le même parcours sur quelques centaines de mètres en traversant la Saale franconienne.
La jonction Bad Kissingen/Oerlenbach (28) de l'A 71 se trouve à proximité immédiate, c'est pourquoi la B 286 entre Bad Kissingen et l'autoroute se voit attribuer le rôle d'une route de desserte importante. La B 286 court vers le sud pendant les 5 prochains kilomètres avec la B 19. À Poppenhausen (Basse-Franconie), la B 286 bifurque vers le sud-est à la jonction Poppenhausen (29) de l'A 7. la B 286 continue jusqu'à Schweinfurt. La B 286 passe dans un arc ouest autour du centre de la vieille ville et de la Stadtgalerie Schweinfurt, avant de traverser le Main près de la gare centrale de Schweinfurt.
À l'origine, la B 286 était conçue comme une route de desserte de Schweinfurt et l'A 3 au sud à quatre voies. Bien que l'itinéraire n'ait jamais été réaménagé en autoroute, ces plans sont encore partiellement visibles aujourd'hui : jusqu'en 2018, le tracé entre les deux autoroutes était totalement exempt d'intersections, il n'y a pas de routes de ville. Il n'y a pas de fortes pentes dans cette section de l'itinéraire, les rayons de courbure sont étendus, les entrées et les sorties sont similaires à une autoroute et des ponts sur la route principale ont également été construits avec deux champs.
En raison de l'augmentation du volume de trafic, notamment en raison du trafic aux heures de pointe, le tracé entre l'A 70 et l'A 3 doit être élargi en sections à 3 voies.
Au sud de Wiesentheid, la B 286 contourne Rüdenhausen et continue vers le sud de Castell (Basse-Franconie) avant de rencontrer la B 8.

## Histoire
Avant la construction de l'A 71 et son extension en voie express, la B 286 empruntait un itinéraire complètement différent de l'ancienne Reichsstraße 286. Elle était conçue comme une connexion rapide entre le nord de la Basse-Franconie et la région de Nuremberg/Moyenne-Franconie, puis traversait de nombreuses localités. Dans le plan des besoins de la Reichsstrasse de 1937, une section de la Reichsstrasse 19, qui à l'époque conduisait encore via Bad Kissingen en direction de Schweinfurt, est renommée Reichsstrasse 286.
Entre Bad Kissingen et le quartier de Poppenroth, la B 286 traversait le Klauswald jusqu'à la fin des années 1950. Le tracé est modifié dans les années 1960 en faveur d'un meilleur itinéraire à l'ouest de Bad Kissingen avec l'expansion du périphérique ouest et en raison de la connexion à l'A7. La route traversante Geroda était très étroite et sujette aux accidents et n'est agrandie qu'à la fin des années 1990 jusqu'en 2005. L'intersection de la B 286 avec la Staatsstraße Oberthulba-Bischofsheim an der Rhön est toujours considérée comme très sujette aux accidents à ce jour.
De Bad Brückenau à la jonction d'autoroute Bad Brückenau-Volkers, la B 286 remplace l'ancienne B 27. En janvier 2016, elle est déclassée de la frontière entre la Hesse et la Bavière à Hammelburg en Staatsstraße, seule la section entre la jonction d'autoroute et la confluence de la B 286 est restée Bundesstrasse et est désignée comme faisant partie du B 286.
Entre Poppenhausen et Maibach, la B 286 était étroit, allongé, vieux et extrêmement sujet aux accidents. Elle n'est étendue que dans les années 1980 et plus tard dans les années 1990. Aujourd'hui, la B 286 dans cette partie de la route, agrandie au même niveau, est une voie importante vers la jonction « Poppenhausen » de l'A 71.
Depuis que la B 19 est déclassée lors de l'ouverture de l'A 71 et donc interrompue, le tronçon de la B 19 entre Poppenhausen et Oerlenbach est réaffecté à la Bundesstraße 286.

## Projets
La B 286n est actuellement encore en cours d'approbation de la planification et devrait relier Bad Kissingen avec une connexion efficace à la Bundesautobahn 71. Le tracé prévu est prévu à la sortie de Bad Kissingen avec un tunnel sous la ligne de Gemünden à Ebenhausen, un pont au-dessus de la vallée de la Lollbach près d'Arnshausen et une extension à trois voies par Eltingshausen (avec jonction) jusqu'à la bretelle A 71 à Bad Kissingen/Oerlenbach.

## Source
- (de) Cet article est partiellement ou en totalité issu de l’article de Wikipédia en allemand intitulé « Bundesstraße 286 » (voir la liste des auteurs).